# 井穴廣宣
井穴 廣宣（いあな ひろのぶ、1948年 <昭和23年> - ）は、日本の地方公務員。大阪府企業局長、大阪モノレール社長を歴任。瑞宝小綬章受章。

## 人物・経歴
1967年 大阪府立三国ヶ丘高等学校卒業。大阪府庁入職、同環境農林水産部環境管理監、同東京事務所長、2005年 (平成17年) 4月 芝池幸夫の後任として同企業局長、2006年3月 辞職。同時に企業局は廃局。
大阪府退職後、大阪モノレールサービス株式会社代表取締役、大阪府みどり公社理事長、大阪海区漁業調整委員会委員。

## 栄典
- 平成30年秋の叙勲で地方自治功労により瑞宝小綬章を受章[1]